# Chandrayaan-1
Chandrayaan-1 (Chandra = luna, yaan = viaggio) è stata una missione lunare senza equipaggio dell'Agenzia spaziale indiana. La missione era composta di un orbiter ed un impattatore, la Moon Impact Probe, di 29 kg dotato di uno spettrometro di massa, una telecamera e un altimetro. La sonda è stata lanciata da una versione modificata del razzo indiano Polar Satellite Launch Vehicle il 22 ottobre 2008 dal Satish Dhawan Space Centre (SHAR), in Sriharikota, nello Stato sud-orientale dell'Andhra Pradesh alle 6:22 ore locali, 2:52 in Italia (00:52 UTC).
L'orbiter è entrato in orbita lunare l'8 novembre 2008. Il 12 novembre ha raggiunto la sua orbita operativa: un'orbita circolare polare, a 100 km dalla superficie lunare.
Il 14 novembre è stata sganciata la Moon Impact Probe, che dopo un volo di 25 minuti è impattata sulla Luna alle 16:04, ora italiana.
Dopo aver subito alcuni guasti minori, tra i quali il danneggiamento dei sensori stellari, Chandrayaan-1 ha interrotto l'invio di segnali radio a Terra alle 20:00 UTC del 28 agosto 2009 (1:30 IST del 29 agosto). La stazione di controllo ha perso il contatto con la sonda e la missione è stata dichiarata conclusa. Chandrayaan-1 ha operato per 312 giorni in orbita lunare, meno della metà dei previsti due anni di missione.

## Obiettivi di missione
- Lanciare e porre una sonda in orbita polare lunare e condurre studi scientifici.
- Effettuare una mappatura delle caratteristiche topografiche lunari in 3D con una risoluzione di 5–10 m[1], della distribuzione dei vari minerali e specie chimiche elementari, tra cui nuclidi radioattivi, coprendo l'intera superficie lunare utilizzando una serie di strumenti in grado di eseguire un opportuno telerilevamento. Rilevare l'eventuale presenza di ghiaccio ai poli[1]. La nuova serie di dati sarà utile ad ampliare le conoscenze sull'origine e l'evoluzione del Sistema solare in generale e della Luna in particolare, compresa la sua composizione e mineralogia.
- Dimostrare di saper completare tutti passaggi necessari per una missione interplanetaria: la costruzione del veicolo spaziale, l'integrazione degli strumenti, il lancio, il raggiungimento di un'orbita lunare, il tracciamento della missione attraverso un sistema di ascolto remoto ed un adatto sistema di controllo a terra, gestione delle comunicazioni e dei comandi, ricezione dei dati telemetrici, acquisizione dei dati scientifici e loro diffusione ad un identificato gruppo di studiosi.

## Specifiche
- Massa: 1380 kg al lancio, 675 kg in orbita lunare[10] e 523 kg dopo il rilascio dell'impattore.
- Dimensioni: cuboide di circa 1,5 m di lato
- Comunicazioni: La trasmissione dei dati scientifici è avvenuta in banda X, attraverso un'antenna parabolica di 0,7 m di diametro. La comunicazioni per la telemetria, il tracciamento ed il comando della sonda invece in banda S.
- Potenza: La sonda era alimentata principalmente per mezzo di pannelli solari, in grado di generare 700 W di potenza, immagazzinata a bordo per mezzo di un accumulatore litio-ione da 36 Ah. La sonda utilizza un sistema propulsivo a bipropellente, sia per la navigazione per il raggiungimento dell'orbita lunare, sia per il mantenimento dell'orbita[10].

## Strumentazione
Il satellite aveva sensori ad alta risoluzione nel campo del visibile, dell'infrarosso e delle frequenze dei raggi X molli e duri. Durante i due anni di missione la sonda avrebbe dovuto produrre una mappa dettagliata della composizione chimica della superficie lunare e della sua topografia. Le regioni polari avrebbero dovuto essere analizzate con particolare riguardo alla ricerca di zone contenenti ghiaccio.

## Costo e collaborazione internazionale
Si stima per la missione un costo di 3,8 miliardi di rupie (circa 71 milioni di euro). Il progetto di una missione con equipaggio era stato scartato per l'eccessivo costo (100 miliardi di rupie cioè 1,9 miliardi di euro).
La missione è stata realizzata in cooperazione con altre agenzie spaziali: la NASA, l'ESA (in particolare Germania, Svezia e Regno Unito) e l'Agenzia Aerospaziale Bulgara hanno fornito sei degli undici strumenti a bordo della sonda. Due dei tre forniti dall'ESA hanno già volato a bordo della missione lunare europea SMART-1.

## Fine della missione
La missione aveva una durata prevista di 2 anni, tuttavia a causa di alcuni problemi tecnici ha smesso di inviare segnali dopo appena 312 giorni. È rimasta in orbita attorno alla Luna per circa 1000 giorni, prima di impattare con la superficie.
Tuttavia la missione è stata considerata conclusa con successo per quanto prematuramente per aver ottenuto il 95% dei risultati previsti.